# Iain M. Johnstone

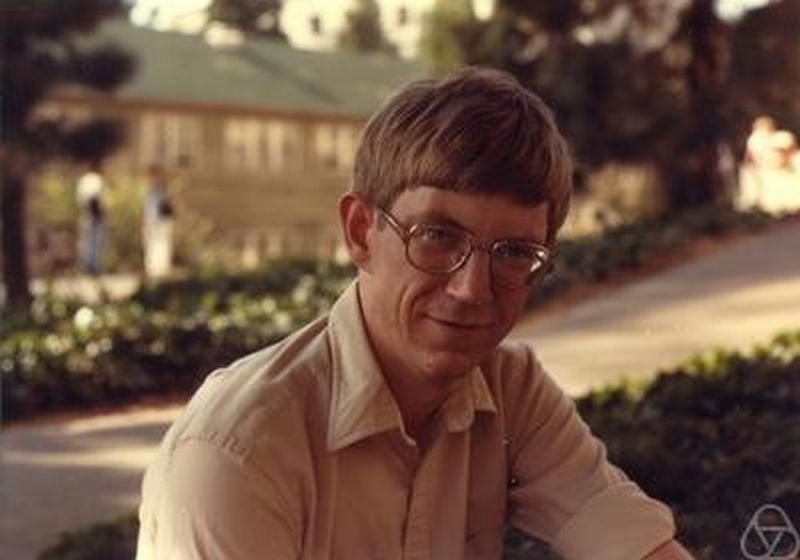
Iain M. Johnstone, Berkeley 1982

Iain Murray Johnstone (* 1956 in Melbourne) ist ein australischer, an der Stanford University lehrender Statistiker.
Johnstone machte 1977 seinen Abschluss in Mathematik an der Australian National University und promovierte 1981 bei Lawrence David Brown an der Columbia University (Admissible Estimation of Poisson Means, Birth-Death Processes and Discrete Dirichlet Problems). Er ist seit 1992 Professor für Statistik und Biostatistik an der Stanford University, an der er seit 1981 ist. Er ist gleichzeitig an der Statistik-Fakultät, deren Vorstand er 1994 bis 1997 war, und an der Medizinischen Fakultät (Department of Health Research and Policy).
In den 1990er Jahren war er bekannt für Anwendungen von Wavelet-Methoden zur Rauschreduzierung in Signal- und Bildverarbeitung und wandte diese in der statistischen Entscheidungstheorie an. In den 2000er Jahren wandte er die Theorie der Zufallsmatrizen bei vieldimensionalen Problemen der Statistik an. In der Biostatistik kooperierte er mit Medizinern bei der Anwendung statistischer Methoden insbesondere in der Kardiologie und bei Prostatakrebs.
2006 hielt er einen Plenarvortrag auf dem Internationalen Mathematikerkongress (ICM) in Madrid (High Dimensional Statistical Inference and Random Matrices). Er war Guggenheim Fellow und Sloan Research Fellow und erhielt den Preis der Präsidenten der Statistischen Gesellschaften. Johnstone erhielt den Presidential Young Investigator Award und die Guy-Medaille in Bronze der Royal Statistical Society. Er war Präsident des Institute of Mathematical Statistics. Er ist Mitglied der American Academy of Arts and Sciences, der National Academy of Sciences, der American Statistical Association und des Institute of Mathematical Statistics. 2004 hielt er die Wald Lectures.